# Perry Heights
Perry Heights – jednostka osadnicza w Stanach Zjednoczonych, w stanie Ohio, w hrabstwie Stark.